# Asonele Kotu
Asonele Kotu es una emprendedora sudafricana de relaciones públicas y especialista en marketing. De sus más de diez años de trayectoria profesional, destaca como fundadora de FemConnect. Ésta es una plataforma que fomenta la salud reproductiva y la educación sexual a través de la tecnología. En 2022 fue nombrada una de las 100 mujeres más influyentes según la BBC.

## Trayectoria
Asonele Kotu se ha formado en la Academy for Women Entrepreneurs y en la Mandela Washington Fellowship for Young African Leaders. En 2020 fue nombrada embajadora Youth Lead de Sudáfrica, y asesora de la misma al año siguiente, así como de Making Cents International initiative.

### Emprendeduría
Kotu inició su start-up al darse cuenta de que se quería sacar su implante anticonceptivo, pero no le resultaba fácil el acceso a los recursos adecuados. Así, FemConnect tiene como objetivo disminuir la pobreza menstrual, reducir la tasa de embarazos adolescentes y de enfermedades de transmisión sexual. Trabajan especialmente con jóvenes en riesgo de exclusión social fomentando su empoderamiento a través de un servicio de telemedicina. El acceso a los recursos como anticonceptivos o productos de higiene femenina se realiza en línea, al igual que se pediría comida a domicilio, para huir de los estigmas y posibles discriminaciones que se pueden originar por otras vías.